# Ptolemeu Macron
Ptolemeu Macron (en llatí Ptolemaeus, en grec antic Πτολεμαίος) fou un oficial egipci que va ser nomenat governador de Xipre durant la minoria de Ptolemeu VI Filomètor (180-176 aC).
Va dur a terme una administració molt hàbil i efectiva i va recollir una gran quantitat de diners que va enviar al rei quan va arribar a la majoria d'edat, que el va confirmar en el càrrec. L'any 169 aC va canviar d'orientació política sense que se'n sàpiguen les causes, i es va sotmetre a Antíoc IV Epífanes i de fet va conservar l'illa oscil·lant entre Ptolemeus i Selèucides fins potser el 154 aC en què l'illa va ser conquerida pels egipcis, segons diu Polibi.